# Ronde van Frankrijk 2023/Vierde etappe
De vierde etappe van de Ronde van Frankrijk 2023 was een vlakke rit met een lengte van 181,8 kilometer. De etappe werd verreden op 4 juli met de start in Dax en de finish op het Circuit Paul Armagnac in Nogaro. 

## Parcours
Het parcours van de vierde etappe was zo goed als vlak. Na 93,6 kilometer lag er een tussensprint bij Notre-Dame des Cyclistes en na 154,4 kilometer de Côte de Dému, een heuvel van de vierde categorie. Het laatste gedeelte van de etappe zat vol bochtenwerk omdat de finishlijn getrokken was op het rechte stuk van het motorcircuit Paul Armagnac bij Nogaro.

## Verloop
Jasper Philipsen heeft na de derde ook de vierde etappe van de Tour de France op zijn naam geschreven. 
In de eerste 100 kilometer was er geen enkele vrijwilliger voor de vlucht van de dag. Het peloton legde die dus gezamenlijk en in een erg rustig tempo af. Pas bij de tussensprint kwam er enige actie en greep Philipsen de volle buit van 20 punten. De Fransen Anthony Delaplace en Benoît Cosnefroy demarreerden vervolgens uit het peloton en Delaplace haalde het puntje op voor het bergklassement. Met nog ruim 20 kilometer te gaan werden de koplopers ingerekend.
Op het circuit werd het peloton uit elkaar getrokken door de hoge snelheid. De vele bochten maakten het niet makkelijk en Fabio Jakobsen kwam anderhalve kilometer voor de finish ten val. Hij was niet de enige die viel, vlak voor de finish gingen nog een paar renners onderuit. Mathieu van der Poel trok de sprint aan voor Philipsen die de sprint won en tevens de groene trui veroverde. Caleb Ewan kwam als tweede over de streep en Phil Bauhaus als derde waar dat in de derde etappe andersom was. De beste Nederlandse sprinter was Danny van Poppel die beslag legde op de zesde plaats.

## Uitslag etappe
| Dax – Nogaro (181,8 km) |                    |                        |          |
| Plaats                  | Naam               | Ploeg                  | Tijd     |
| 1                       | Jasper Philipsen   | Alpecin-Deceuninck     | 4u25'28" |
| 2                       | Caleb Ewan         | Lotto Soudal           | z.t.     |
| 3                       | Phil Bauhaus       | Bahrain Victorious     | z.t.     |
| 4                       | Bryan Coquard      | Cofidis                | z.t.     |
| 5                       | Mark Cavendish     | Astana Qazaqstan       | z.t.     |
| 6                       | Danny van Poppel   | BORA-hansgrohe         | z.t.     |
| 7                       | Alexander Kristoff | Uno-X Pro Cycling Team | z.t.     |
| 8                       | Luka Mezgec        | Team Jayco AlUla       | z.t.     |
| 9                       | Wout van Aert      | Team Jumbo-Visma       | z.t.     |
| 10                      | Mads Pedersen      | Lidl-Trek              | z.t.     |

 –  Benoît Cosnefroy was de strijdlustigste renner van de vierde etappe.

## Klassementen

### Algemeen klassement
| Algemeen klassement (gele trui) |                          |                     |           |
| Plaats                          | Naam                     | Ploeg               | Tijd      |
| Gele trui                       | Adam Yates               | UAE Team Emirates   | 18u18'01" |
| 2                               | Tadej Pogačar            | UAE Team Emirates   | + 6"      |
| 3                               | Simon Yates              | Team Jayco AlUla    | z.t.      |
| 4                               | Victor Lafay             | Cofidis             | + 12"     |
| 5                               | Wout van Aert            | Team Jumbo-Visma    | + 16"     |
| 6                               | Jonas Vingegaard         | Team Jumbo-Visma    | + 17"     |
| 7                               | Michael Woods            | Israel-Premier Tech | + 22"     |
| 8                               | Mattias Skjelmose Jensen | Lidl-Trek           | z.t.      |
| 9                               | Jai Hindley              | BORA-hansgrohe      | z.t.      |
| 10                              | Mikel Landa              | Bahrain-Victorious  | z.t.      |
|                                 |                          |                     |           |
| 13                              | Wilco Kelderman          | Team Jumbo-Visma    | z.t.      |

### Puntenklassement
| Puntenklassement (groene trui) |                   |                    |        |
| Plaats                         | Naam              | Ploeg              | Punten |
| Groene trui                    | Jasper Philipsen  | Alpecin-Deceuninck | 150    |
| 2                              | Victor Lafay      | Cofidis            | 80     |
| 3                              | Caleb Ewan        | Lotto-Dstny        | 73     |
| 4                              | Bryan Coquard     | Cofidis            | 64     |
| 5                              | Mark Cavendish    | Astana Qazaqstan   | 62     |
| 6                              | Wout van Aert     | Team Jumbo-Visma   | 60     |
| 7                              | Mads Pedersen     | Lidl-Trek          | 59     |
| 8                              | Phil Bauhaus      | Bahrain-Victorious | 50     |
| 9                              | Jordi Meeus       | BORA-hansgrohe     | 44     |
| 10                             | Tadej Pogačar     | UAE Team Emirates  | 42     |
|                                |                   |                    |        |
| 15                             | Dylan Groenewegen | Team Jayco AlUla   | 28     |

### Bergklassement
| Bergklassement (bolletjestrui) |                      |                          |        |
| Plaats                         | Naam                 | Ploeg                    | Punten |
| Bolletjestrui                  | Neilson Powless      | EF Education-EasyPost    | 18     |
| 2                              | Tadej Pogačar        | UAE Team Emirates        | 7      |
| 3                              | Jonas Vingegaard     | Team Jumbo-Visma         | 4      |
| 4                              | Pascal Eenkhoorn     | Lotto-Dstny              | 3      |
| 5                              | Georg Zimmermann     | Intermarché-Circus-Wanty | 3      |
| 6                              | Laurent Pichon       | Arkéa-Samsic             | 3      |
| 7                              | Jonas Gregaard       | Uno-X Pro Cycling Team   | 2      |
| 8                              | Simon Yates          | Team Jayco AlUla         | 2      |
| 9                              | Esteban Chaves       | EF Education-EasyPost    | 3      |
| 10                             | Edvald Boasson Hagen | Team TotalEnergies       | 2      |

### Jongerenklassement
| Jongerenklassement (witte trui) |                            |                        |           |
| Plaats                          | Naam                       | Ploeg                  | Tijd      |
| Witte trui                      | Tadej Pogačar              | UAE Team Emirates      | 18u18'07" |
| 2                               | Mattias Skjelmose Jensen   | Lidl-Trek              | + 16"     |
| 3                               | Carlos Rodríguez           | INEOS Grenadiers       | z.t.      |
| 4                               | Tom Pidcock                | INEOS Grenadiers       | + 37"     |
| 5                               | Tobias Halland Johannessen | Uno-X Pro Cycling Team | + 4'34"   |
| 6                               | Matthew Dinham             | Team DSM-Firmenich     | + 5'14"   |
| 7                               | Corbin Strong              | Israel-Premier Tech    | + 5'37"   |
| 8                               | Felix Gall                 | AG2R-Citroën           | z.t.      |
| 9                               | Matis Louvel               | Arkéa-Samsic           | + 13'03"  |
| 10                              | Mathieu Burgaudeau         | Team TotalEnergies     | + 14'01"  |
|                                 |                            |                        |           |
| 12                              | Maxim Van Gils             | Lotto-Dstny            | + 17'17"  |
| 17                              | Lars van den Berg          | Groupama-FDJ           | + 27'22"  |

### Ploegenklassement
| Ploegenklassement |                    |           |
| Plaats            | Ploeg              | Tijd      |
|                   | Team Jumbo-Visma   | 54u55'09" |
| 2                 | Bahrain-Victorious | + 42"     |
| 3                 | INEOS Grenadiers   | z.t.      |
| 4                 | UAE Team Emirates  | + 1'07"   |
| 5                 | Lidl-Trek          | + 3'26"   |

1e etappe ·
2e etappe ·
3e etappe ·
4e etappe ·
5e etappe ·
6e etappe ·
7e etappe ·
8e etappe ·
9e etappe ·
10e etappe ·
11e etappe ·
12e etappe ·
13e etappe ·
14e etappe ·
15e etappe ·
16e etappe ·
17e etappe ·
18e etappe ·
19e etappe ·
20e etappe ·
21e etappe
Startlijst · Eindstanden · Afbeeldingen